# Trudsholm (Kastbjerg Sogn)
 For alternative betydninger, se Trudsholm. (Se også artikler, som begynder med Trudsholm)
Trudsholm er en hovedgård i Kastbjerg Sogn i Gjerlev Herred, nu Randers Kommune. 
Trudsholm blev omtalt første gang i 1381, hvor gården blev stillet som pant mod, at Christen Vendelbo udkøbte gårdens ejer af fangenskab. Christen Vendelbo var en af datidens mægtigste jyske adelsmænd. Han overtog siden ejerskabet af Trudsholm, men først i slutningen af 1400-tallet dukker Trudsholm igen frem i historien.
Christen Vendelbos oldebarn, Elne Jepsdatter Thott, bragte Trudsholm med i sit ægteskab til Jørgen Krumpen. I 1516 opnåede han medlemskab af rigsrådet, hvilket dog kun blev kortvarigt, da han døde i 1518. Jørgen Krumpens anden kone var Anne Styggesdatter Rosenkrantz. Sammen fik de to sønner, Otte og Stygge Krumpen. Begge sønner havde gode betingelser for at nå frem i rækkerne. Krumpen-slægten havde godt nok ikke udmærket sig synderligt meget, men Rosenkrantz'erne på moderens side var allerede på dette tidspunkt højt respekteret adelsfamilie. Stygge blev kendt som den berygtede biskop på Børglum, mens Otte Krumpen fik sig en lang karriere inden for militæret.
Otte Krumpen overtog Trudsholm efter sin far. I 1520 satte Christian II (1481-1559) ham i spidsen for et felttog i Sverige. Indsatsen gjorde, at han blev slået til ridder og tildelt Helsingborg Len i 1521. Da oprøret mod Christian II brød ud i 1523 holdt Otte Krumpen sig stille tilbage, men valgte siden at gå over på Frederik I's (1471-1533) side. Efter Frederik I's magtovertagelse i 1523 blev Otte Krumpen omgående udnævnt til rigsråd og blev efterfølgende flittigt brugt som officer og diplomat. Under Grevens Fejde 1534-36 var Otte Krumpen at finde på snart den ene side, snart den anden. Han endte i fangenskab i Tyskland, hvor han efter Christian III' (1503-1559) sejr blev udleveret. Han var dog faldet i unåde, alle hans len blev taget fra ham, og han blev degraderet fra rigsrådet. År senere vendte han dog tilbage og endte sågar som rigsmarsk i 1554.
Da Syvårskrigen i 1563 brød ud var Otte Krumpen omkring de 80 år. På trods af sin fremskredne alder holdt han fast i sin stilling som rigsmarsk, men det kneb med at udføre kongens instrukser om at overtage kommandoen over hære. Først i 1567 lykkedes det dog Frederik II at tvinge ham bort fra embedet. Otte Krumpen udbyggede Trudsholm til et stort herregårdsanlæg omgivet af voldgrave. Han døde i 1569 som den sidste af Krumpen-slægten på mandesiden.
Omtrent halvtreds år senere, i 1623, overtog landsdommer Niels Krag Trudsholm. Han blev i 1649 optaget i rigsrådet, men døde allerede året efter. Trudsholm blev dog i slægten Krags eje. Niels Krag havde tre sønner, og det blev den yngste af dem, Kjeld Krag, der overtog gården efter sin far. Kjeld Krag var uddannet jurist, og han blev i slutningen af 1640'erne ansat som landsdommer på Skåne. En stilling, han besad, lige indtil svenskerne erobrede området tilbage i 1658 efter freden i Roskilde. Kjeld Krag fik sat et betydeligt aftryk på Trudsholm, da han lod den nuværende hovedbygning opføre.
Kjeld Krags enke solgte i 1693 Trudsholm til Otte Marsvin. Gennem 1700-tallet var gården i efterkommernes eje, som sørgede for at udvide godset med køb af fæstegårde. Gennem ægteskaber kom Trudsholm til Tycho von Arenstorff. Da han i 1803 erhvervede Dronningborg, skilte han sig året efter af med Trudsholm.
Herefter oplevede Trudsholm en omskiftelig tilværelse i store dele af 1800-tallet, indtil godsejer Jørgen Schwensen overtog den i 1885. Han levede helt frem til 1938, hvorefter sønnen Christian Schwensen fik ejerskabet over Trudsholm, som han solgte videre til direktør P. E. la Cour i 1964.

Hovedbygning
Trudsholms hovedbygning tager sig ud som en klassisk trefløjet bygning. Det omfangsrige voldsted, som hovedbygningen er opført på, er oprindeligt anlagt af Otte Krumpen efter han overtog Trudsholm i 1521. Voldstedet har karakter af en femkant og er omgivet af voldgrave og en smule volde.
Hovedfløjen blev opført af Kjeld Krag i 1654. Den er bygget i røde mursten i to etager over en høj kælder, der hviler på en sokkel af kvadersten. En stor port løber igennem selve hovedfløjen med Kjeld Krag og hustruen Jytte Høgs initialer anbragt over porten. Bygningen har høje vinduer, som sidder i kurvehanksbuede spejl, og de er alle fordelt uregelmæssigt over facaden. Tidligere var der opført et trappetårn på bygningens østside til højre for porten.
Den nordlige sidefløj blev opført under Peder Marsvins ejerskab fra 1726. Den er opført på kældre, der stammer helt tilbage fra Otte Krumpens tid i 1500-tallet. Den sydlige fløj blev bygget af Tycho von Arenstorff omkring 1800.

Andre bygninger
Da Peder Marsvin opførte den nordlige sidefløj på hovedbygningen, byggede han samtidig en avlsbygning af egebindingsværk (træ fra 1486), der endnu er at finde. Bygningen er placeret meget tæt på selve hovedbygningen.
Avlsgården er placeret vest for hovedbygningen med en port, der løber gennem den vestlige længe.

Placering
Otte Krumpen flyttede Trudsholm til den nuværende placering. Voldstedet efter det tidligere Trudsholm er dog stadig at finde få kilometer nordøst for den nuværende hovedbygning. Voldstedet består af to grave omgivet af banker. På den nordlige del, som også er den største, har man fundet murrester.
Trudsholm er omgivet af en stor have samt flere plantager. I området omkring Trudsholm ligger der også en del høje - bl.a. den store, Lonhøj.
Trudsholm Gods er på 820 hektar inkl. Fuglsøgaard.

## Ejere af Trudsholm
- (        -1381)    Mogens Jensen
- (1381-        )    Christen Vendelbo
- (        -        )    Efterkommere af Christen Vendelbo
- (1481-1521)    Jørgen Krumpen
- (1521-1569)    Otte Krumpen
- (1569-1610)    Jacob Høg Banner
- (1610-1623)    Just Høg
- (1623-1650)    Niels Krag
- (1650-1673)    Kjeld Krag
- (1673-1693)    Sophie Krabbe, gift Krag
- (1693-1725)    Otte Marsvin
- (1725-1726)    Helene Marie Hovenbek, gift Marsvin
- (1726-1758)    Peder Marsvin
- (1758-1760)    Regitse Sophie Reedtz, gift Marsvin
- (1760-1777)    Erik Rosenkrantz Holck
- (1777-1791)    Hedevig Margrethe von Raben, gift Holck
- (1791-1804)    Tycho von Arenstorff
- (1804-1804)    Niels Secher
- (1804-1808)    Ole Ankersen Secher
- (1808-1831)    Peder Mørch Secher
- (1831-1844)    Hans Peter Neergaard
- (1844-1871)    G. H. Koch
- (1871-1879)    Carl Johan Koch
- (1879-1885)    Emil Johannsen
- (1885-1938)    Jørgen Schwensen
- (1938-1964)    Christian Schwensen
- (1964-1993)    Poul E. la Cour
- (1993-2009)    Magrethe F. la Cour
- (2009-        )    Christian F. la Cour

## Trudsholm trinbræt
Fra 1926 havde Trudsholm et trinbræt på Randers-Hadsund Jernbane (1883-1969). Trinbrættet havde grusperron, hvorfra man ad en trappe med gelænder gik ned til et læskur af træ, som altså lå lidt i læ af banedæmningen. Banens tracé er bevaret som en 10 km lang sti mellem Havndal og Hadsund Syd.